# وادي فاران
وادي فاران هو وادي صغير في وسط المملكة العربية السعودية . ويبلغ عدد سكانه عدة آلاف من السكان معظمهم من البدو، وادي فاران هو أحد أكثر المدن المأهولة بالسكان في المناطق الداخلية من المملكة العربية السعودية بسبب موقعه المتوسط ومناخه المعتدل وسط البلاد كما أن الوادي يتمتع بالعديد من المميزات الأخرى مثل وجود المياه والزراعة التي تجذب السكان للعيش فيه.